# 特里斯·摩爾
特里斯·摩爾（英語：Terris Moore，1908年4月11日—1993年11月7日）是一名美國探險家、登山家和輕型飛機駕駛員，1949年至1953年擔任阿拉斯加大學校長。

## 早年生活和教育
摩爾在哈登菲爾德、費城和紐約的學校上學，並畢業於麻薩諸塞州的威廉姆斯學院。之後他獲得哈佛大學工商管理學院的MBA和商業科學博士學位。他在加利福尼亞大學洛杉磯分校任教兩年，然後回到波士頓，撰寫稅收方面的教科書並擔任財務顧問。

## 登山生涯
摩爾的登山生涯開始得很早。1927年，他登上欽博拉索山，並首次登上桑蓋火山，這兩座山都位於厄瓜多的安第斯山脈。1930年代初，他與艾倫·卡佩一起首次登上博納火山和費爾韋瑟山，這兩座阿拉斯加的主要山峰，他還首次在無人指導的情況下登上加加拿大洛磯山脈的羅布森山。
1932年，摩爾與理查德·伯德索爾（Richard Burdsall）首次攀登中國四川的木雅貢嘎山。他們的小團隊還仔細勘察了這座山峰，並解決關於其高度的爭議。在登頂過程中，這對登頂者比之前任何其他美國人都要高出數千英尺。

## 顧問和其他工作
二戰期間，摩爾擔任美國軍方關於北極和山區條件的顧問，並在1942年作為阿拉斯加試驗探險隊的成員。以此身份，他第三次登上德納利峰。戰後，他是新英格蘭自然歷史協會的主席，該協會與由布拉德福德·沃什伯恩領導的波士頓科學博物館關係密切，後者也是一位著名的阿拉斯加山峰攀登者。
摩爾從1949年起擔任阿拉斯加大學校長，在此期間他還創造了飛機高空降落的記錄。摩爾宿舍樓是以他的名字命名的，它和巴特利特宿舍樓是兩座8層樓高的建築，是費爾班克斯分校高層宿舍樓的支柱。學生廣播電台KSUA的發報機和塔台就在摩爾廳的頂部。